# Bàn tay khỉ
Bàn tay khỉ (nguyên tác tiếng Anh: The Monkey's Paw) là một truyện ngắn kinh dị siêu nhiên của W.W. Jacobs sáng tác năm 1902.

## Tóm tắt nội dung
Câu chuyện bắt đầu trong ngôi nhà của gia đình White gồm hai vợ chồng ông bà White và anh con trai tên Herbert. Thượng sĩ Morris, người giúp việc cũ cho gia đình, đã có cuộc đến thăm nhà. Cả bốn người ngồi nói chuyện. Ông White đã gợi cho Morris kể về bàn tay khỉ. Thượng sĩ rút trong túi ra một bàn tay khỉ đã khô, nói rằng nó đã được một đạo sĩ yểm bùa khiến cho tất cả có ba người đàn ông có thể có được ba điều ước. Đã có hai người ước là chủ nhân đầu tiên của bàn tay và chính Morris. Morris chỉ biết điều ước cuối cùng của chủ nhân ban đầu là được chết và không tiết lộ điều ước của chính anh. Sau đó Morris quăng bàn tay khỉ vào lò sưởi. Ông White nhanh tay chộp lại, dù Morris khuyên ông hãy hủy nó đi. Sau khi Morris ra về, cả gia đình cùng vây quanh bàn tay khỉ. Bà White hỏi hai cha con muốn ước gì và Herbert đã gợi cho cha ước có hai trăm bảng. Ước xong, bàn tay khỉ bỗng nhiên cử động.
Sáng hôm sau, không có gì xảy ra. Herbert đi làm. Chiều hôm đó, người đại diện của hãng Meggins và Maw đến gặp ông bà White, báo tin Herbert đã chết vì rơi vào máy trộn bột giấy. Để đền bù, họ sẽ trao cho hai ông bà White một khoản tiền hai trăm bảng. Bà White đau đớn khóc ngất, còn ông White thì tối sầm mặt.
Mười ngày sau khi Herbert chết, bà White nhớ đến bàn tay khỉ, bảo ông White hãy ước cho Herbert sống lại. Ông White từ chối, nhưng rồi đành phải làm theo ý vợ. Ngay sau đó, có tiếng đập cửa dưới nhà. Bà White định ra mở cửa nhưng ông White cố sức ngăn cản. Tuyệt vọng vì sợ hãi, ông White sử dụng điều ước cuối cùng là để cho Herbert ra đi mãi mãi. Câu chuyện kết thúc với tiếng gõ cửa ngưng bặt. Khi bà White mở cửa thì không thấy ai cả.